# Kasabian (album)
Vous lisez un « bon article » labellisé en 2017.
Albums de Kasabian
Live from Brixton Academy
(2005)
Singles
1. Reason Is Treason
Sortie : 23 février 2004
2. Club Foot
Sortie : 10 mai 2004
3. L.S.F. (Lost Souls Forever)
Sortie : 9 août 2004
4. Processed Beats
Sortie : 11 octobre 2004
5. Cutt Off
Sortie : 3 janvier 2005

Kasabian est le premier album studio du groupe de rock britannique Kasabian sorti le 6 septembre 2004 au Royaume-Uni, puis le 16 novembre 2004 en France et enfin le 8 mars 2005 aux États-Unis sur le label RCA Records. Enregistré dans une ferme sur les bords de Rutland Water, près d'Oakham, avec différents batteurs et producteurs sur une période d'un an et demi, il est précédé par les singles Reason Is Treason, Club Foot et L.S.F. (Lost Souls Forever) et par la saison estivale des festivals qui génèrent une forte attente auprès de la formation.
Le disque reçoit un accueil favorable de la part du public et de la presse spécialisée. Ainsi, il entre directement à la 4e place du classement britannique des ventes d'albums et est certifié disque d'or en dix jours. Son succès est plus mesuré dans les autres pays, mais l'album permet à Kasabian d'être nommé dans plusieurs catégories lors de différentes cérémonies de récompenses musicales, sans toutefois en remporter une seule.
Sa sortie est suivie d'intenses tournées en Europe, au Japon et en Amérique du Nord jusqu'à la fin de l'année 2005, donnant lieu à un album live, Live from Brixton Academy, proposé en téléchargement à partir du 4 juillet 2005. Vu comme l'héritage musical britannique des deux décennies le précédant et décrit comme un mélange de britpop, de madchester et de touches electro, Kasabian s'est vendu à plus d'un million d'exemplaires dans son pays d'origine, lui permettant ainsi d'être triple disque de platine.

## Historique

### Contexte
Camarades au Community College de Countesthorpe, Sergio Pizzorno, Chris Edwards et Tom Meighan forment avec le batteur Ben Kealy un groupe qui reprend, dans un premier temps, les différents classiques d'Oasis. Rejoints par Chris Karloff, ils commencent à se produire à partir de septembre 1997 sous le nom de Saracuse. Leurs premières compositions les amènent à enregistrer au studio Bedrock de Leicester. Se cherchant encore musicalement, la formation explore différents styles musicaux tels que ceux des Who ou des Beatles, avant de s'orienter vers des chansons plus expérimentales, influencées par Can, Tangerine Dream, les Beastie Boys, Stereophonics et la musique électronique.
En 2001, après le départ de Ben Kealy, le groupe se rend à Bink Bonk, un studio de Bristol, afin d'y enregistrer une démo dont les morceaux sont davantage influencés par Primal Scream, les westerns spaghettis de Sergio Leone, les Stone Roses et dans une moindre mesure par Happy Mondays,. Grâce à celle-ci, ils signent par la suite un contrat avec Sony BMG et se rendent dès le printemps 2002 dans une ferme sur les bords de Rutland Water, un lac artificiel près d'Oakham, pour composer et enregistrer de nouvelles chansons dans l'optique de faire un album. C'est à ce moment que la formation prend le nom de Kasabian.
Neil Ridley, chercheur de talents pour le label, s'inquiète de l'absence d'un batteur et suggère l'essai d'Alex Thompson, un de ses amis batteurs professionnels. Les quatre jeunes hommes acceptent de lui faire passer une « audition » pendant une journée. Celle-ci se déroule sans accroc, son jeu de batterie s'accordant bien avec le reste du groupe. Cependant, aucun d'entre eux n'a l'impression que la magie opère. Ils décident donc d'en rester là. Kasabian s'en remet alors pendant un temps à leur vieil ami Daniel Ralph Martin, DJ, qui a commencé depuis peu l'apprentissage de la batterie.

### Enregistrement et changements de batteur

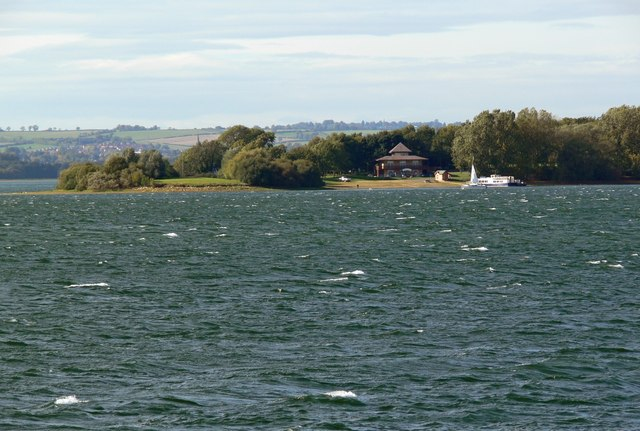
C'est dans une ferme aux abords de Rutland Water que Kasabian enregistre les pistes de son premier album studio.

À l'heure de parler d'album, leur A&R Nick Raymonde considère aussi qu'ils ont besoin d'un producteur, car Pizzorno ne peut exercer cette fonction en étant au sein du groupe. Ils font donc appel à Garret « Jacknife » Lee, qui a notamment réalisé une chanson de la musique du film 28 jours plus tard, pour remplir ce rôle et discutent dans un premier temps de l'orientation vers laquelle ils veulent se diriger, des instruments qu'ils comptent garder et du problème de batteur. En effet, dès la première session, Lee remarque la pauvreté du jeu de Martin. Ils proposent alors à Mitch Glover, de Kosheen, de prendre sa place. En janvier 2003, Glover fait ses débuts sur scène avec Kasabian à la gare ferroviaire centrale de Wrexham. Son expérience et les conseils du producteur portent leurs fruits puisqu'ils commencent à se faire un nom auprès du public et de la presse au Royaume-Uni.
Cependant, les relations du groupe avec Lee se détériorent après le départ de Raymonde de Sony BMG, d'autant que le label les presse de finir leur album : les membres du quintette trouvent que Lee « changeait un peu trop leur musique ». Ce dernier met alors un terme à leur collaboration pour rejoindre Snow Patrol aux studios Britannia Row de Londres, et les jeunes gens font part à la major de leur intention de produire eux-mêmes leur album. Néanmoins, au moment de finaliser le disque, ils demandent quand même à leur label de leur trouver un producteur pour le mixer. Jim Abbiss leur est proposé et celui-ci travaille dans un premier temps sur le morceau Club Foot. Le groupe, ravi du résultat, décide de le conserver pour achever les autres chansons.
Kasabian profite de cette période pour remonter sur scène et tester ses titres devant un public, avec notamment des passages à Coventry, Leicester et Glasgow. Grâce à leur démo intitulée Kasabien, qui comporte la version de Processed Beats enregistrée au Bink Bonk et celles de Rain in My Soul et de Gone So Far du Bedrock, certains journalistes musicaux rédigent un article sur eux. En parallèle, Kosheen prend également de l'ampleur et entame une tournée majeure au Royaume-Uni. Mitch Glover est dans l'obligation de quitter Kasabian pour y participer, mais enseigne à son jeune frère ce qu'il faut pour que ce dernier prenne sa place. Une audition lui est donc proposée à la ferme en août. Une quinzaine d'autres batteurs sont mis à l'épreuve la semaine suivante à Londres, mais c'est Ryan Glover qui obtient le poste. Il arrête alors l'école, quitte son groupe et son travail, et va rejoindre ses nouveaux compagnons dans la capitale anglaise pour répéter avec eux. Sa première apparition sur scène se fait au Patti Pavilion, le 5 septembre 2003 à Swansea,.

## Parution et réception

### Promotion et sortie de l'album
Kasabian publie le 10 novembre 2003 sa première démo, Processed Beats. Elle est tirée à un peu plus de 1 000 exemplaires. La pochette représente Stealth, un homme mystérieux surnommé Kasabian Man, dont le visage est masqué par un foulard,. Envoyée à différents médias dont le New Musical Express, Kasabian en fait également la promotion lors d'une mini-tournée qu'ils font en première partie de The Cooper Temple Clause. Sony BMG invite les fans les plus fervents du groupe lors du concert du 22 novembre au Shepherd's Bush Empire, à Londres, afin qu'ils participent à la mise en avant du quintette. Réunis sous l'appellation The Movement, ceux-ci ont pour but de poser des autocollants à l'effigie de la formation ou du Kasabian Man un peu partout dans le Royaume-Uni pour en faire connaître le nom,. Eddy Temple-Morris, animateur sur XFM, qui a apprécié instantanément la démo quand il l'a découverte, propose au groupe de venir à l'une de ses soirées Kill All Hippies pour qu'ils y jouent. Leur performance, et notamment celles de Pizzorno et Meighan, est louée par le DJ : « c'est un groupe de rock que vous pouvez jouer en club [...], le genre de groupes qui inspirent presque une dévotion religieuse, comme Manic Street Preachers. The Movement est d'ailleurs un très bon moyen de galvaniser les foules ». Grâce à ce soutien de taille, Kasabian bénéficie de quelques passages à la radio.

La présence de L.S.F. (Lost Souls Forever) parmi les musiques de FIFA Football 2004 permet à Kasabian d'attirer l'attention sur eux.

Kasabian assure début 2004 les premières parties de Black Rebel Motorcycle Club et est de nouveau invité à un concert organisé par Eddy Temple-Morris le 19 février au Cargo de Londres. Grâce au titre L.S.F. (Lost Souls Forever), qui figure parmi les musiques du jeu vidéo de football FIFA Football 2004, le groupe commence à attirer l'attention des médias et des artistes : le magazine The Fly rédige un article complet sur eux, Liam Gallagher d'Oasis félicite Meighan en personne le 18 février au Death Disco, le club d'Alan McGee, et Karloff donne une interview au magazine Clash. Peaufinant leur album avec le producteur Jim Abbiss, ils publient leur premier single, Reason Is Treason, le 23 février 2004 en édition limitée sur vinyle 10" et avec le Kasabian Man en couverture. Un clip vidéo est même réalisé par Scott Lyon pour l'accompagner. Se donnant au maximum à chaque spectacle et produisant des performances régulières et de bonne qualité, ils profitent de cette nouvelle attention pour répondre à chaque fois à une interview avec le magazine — spécialisé, local ou étudiant — qui s'est déplacé pour les rencontrer. Ils sont finalement privés de leur dernière date le 7 mars à Southampton à la suite de la panne de leur vieux van. Ryan Glover, qui se faisait un plaisir de jouer à domicile, rentre chez lui, laissant les autres membres à Leicester en leur demandant de le prévenir lorsqu'ils reprendraient la route.
Le single Club Foot est alors prêt à être publié : ils partent donc à Budapest pour tourner avec le vidéaste W.I.Z. le clip de la chanson, dont le scénario se déroule dans un camp de l'armée russe. Ryan Glover, ne possédant pas de passeport, reste à Southampton et ne participe pas à la vidéo, mettant un terme définitif à leur collaboration et laissant ainsi le fauteuil à son frère Mitch. Sortie le 10 mai, la chanson accède au classement britannique des ventes de singles — une première pour le groupe — et y atteint la 19e place,. Elle fait également son apparition sur la BBC Radio 1 dans les émissions de Zane Lowe, Jo Whiley (en) et Annie Mac (en). Grâce à cette popularité grandissante, The Who leur demande d'ouvrir pour leurs concerts des 7 et 10 juin au National Indoor Arena de Birmingham et à l'International Arena de Cardiff, propulsant par là même Kasabian sur la scène des principaux festivals estivaux du Royaume-Uni : Glastonbury Festival, T in the Park, V Festival, Reading and Leeds Festivals,,. Le groupe participe ensuite au Summer Sonic Festival dans les villes d'Osaka et Tokyo, au Japon.
Alors que la presse et les fans attendent la sortie de l'album, Kasabian publie un troisième single, L.S.F. (Lost Souls Forever), le 9 août 2004, celui-ci se classant 10e de l'UK Singles Chart dès sa première semaine,,. La présence de Ryan Glover n'étant que temporaire, les quatre autres membres du groupe contactent Ian Matthews, qui avait participé à la session du Bink Bonk, pour stabiliser définitivement la formation. Celui-ci, ne voyant pas d'évolution dans la musique d'Ilya, accepte et décide de s'investir totalement dans ce nouveau projet. Un mois plus tard, le 6 septembre, Kasabian sort sur RCA Records, une filiale américaine de Sony BMG,. En fonction de la zone géographique où il est publié, la pochette diffère : au Royaume-Uni, Stealth est en blanc sur fond noir, rouge en Europe et bleu aux États-Unis. Deux autres singles sortent ultérieurement : Processed Beats le 11 octobre (17e au Royaume-Uni) et Cutt Off le 3 janvier 2005 (8e, soit leur meilleure performance).

### Accueil critique
Kasabian reçoit globalement de bonnes critiques, puisqu'il obtient un score de 65/100 sur Metacritic, sur la base de vingt-et-un avis collectés. Betty Clarke, du Guardian, décrit le groupe comme le « Aleister Crowley du baggy », estimant que « c'est ainsi que le deuxième album des Stone Roses pourrait — aurait dû — être », alors que Marc Savlov, pour l'Austin Chronicle considère que « si Primal Scream n'avait pas sorti son premier album Sonic Flower Groove, Kasabian aurait pu le faire », notant tout de même que « la guitare est beaucoup plus sombre sur ce disque ». Paul Moody, du NME, trouve que « Pinch Roller et Orange sont des pures merveilles, [...] mais que le chef-d’œuvre vient avec Test Transmission », tandis que David Jeffries, d'AllMusic, qualifie l'opus de « débuts éblouissants », et Mojo de « début en fanfare » dont les compositions se placent « bien au-dessus d'une frime futile et maniérée ».
Pour le Q, « comme pour tout bon disque, les chansons les plus faibles semblent vraiment pauvres en comparaison ». John Davidson, de PopMatters, partage cet avis en reprenant le célèbre aphorisme de Samuel Johnson — « Le travail est à la fois bon et original. Mais la partie qui est bonne n'est pas originale, et celle qui est originale n'est pas bonne » — en référence à la volonté de Kasabian d'embrasser la même carrière qu'Oasis. Entertainment Weekly complète cette analyse en leur conseillant « d'avoir l'aptitude avant l'attitude ». Johnny Loftus, de Pitchfork, abonde également dans ce sens, qualifiant l'album d'« impétueux, rustre et susceptible de vous blesser » et le considérant « plus gueulard que cossu ». Tom Edwards, pour Drowned in Sound, estime même que pour l'apprécier, « il faut sniffer un mètre de cocaïne ou avoir pris un cocktail de champignons hallucinogènes et de LSD, mais que pour une personne sobre, cela ne fera que la pousser à prendre des médicaments ».

### Succès commercial
L'album réussit à rentrer directement à la 4e place du classement britannique des ventes d'albums, ce qui amène la presse spécialisée à s'intéresser au phénomène. Ainsi, Kasabian fait la une de multiples magazines, dont le Q, qui les nomme dans la catégorie « Meilleur Nouveau Groupe » pour les Q Awards 2004,. En dix jours, Kasabian est certifié disque d'or au Royaume-Uni, avant de passer disque de platine en janvier 2005. Il se classe également au 94e rang du Billboard 200 et à la 70e place en France,. Il est à noter que le disque décroche une 17e place à l'Oricon, le classement de ventes japonais. Ces bons résultats, pour les débuts d'un groupe britannique au Japon, s'expliquent par le fait que la formation s'y produit à plusieurs reprises et qu'en plus de la nouvelle parution de l'EP Processed Beat en novembre 2004, Mark Vidler de Go Home Productions (en) réalise un mashup de la chanson homonyme avec Waterfall des Stone Roses, intitulé Processed Waterfall et dont le succès est immense dans les clubs locaux. L'omniprésence de Kasabian dans les médias qui en résulte amène certains fans et quelques journalistes japonais à suivre la formation dans toutes ses prestations.
Le groupe est alors nommé aux Brit Awards dans les catégories « Meilleur Groupe Britannique », « Meilleur Groupe Britannique sur Scène » et « Meilleur Groupe Britannique de Rock » et aux NME Awards dans les catégories « Meilleur Groupe Britannique » et « Meilleur Nouveau Groupe » mais ne remporte aucun trophée,,. Cela n'empêche pas le disque de se vendre à presque un million d'exemplaires dans le monde et d'être double disque de platine au Royaume-Uni à la fin de l'année, puis triple disque de platine en juillet 2013.

### Classements et certifications
| Classement musical            | Meilleure position |
| ----------------------------- | ------------------ |
| États-Unis (Billboard 200)    | 94                 |
| France (SNEP)                 | 70                 |
| Irlande (IRMA)                | 29                 |
| Italie (FIMI)                 | 56                 |
| Japon (Oricon)                | 17                 |
| Pays-Bas (Mega Album Top 100) | 72                 |
| Royaume-Uni (UK Albums Chart) | 4                  |

| Pays        | Ventes      | Certifications |
| ----------- | ----------- | -------------- |
| Royaume-Uni | 1 000 000 + | 3 × Platine    |

### Tournées

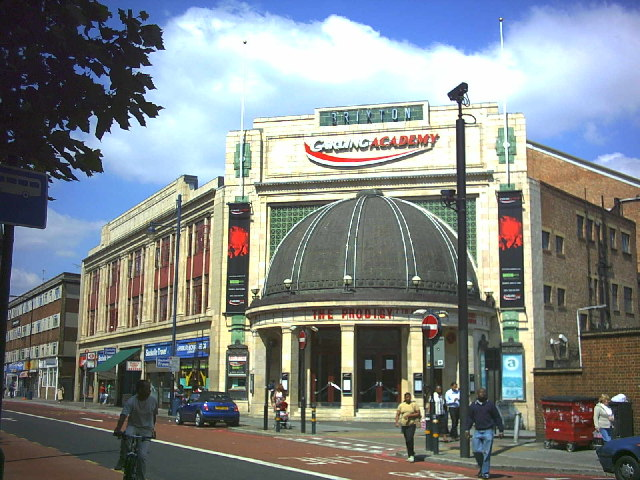
Kasabian enregistre Live from Brixton Academy le 15 décembre 2004 à la Carling Brixton Academy, jour du 24e anniversaire de Sergio Pizzorno.

En parallèle de la sortie du disque et dans la continuité des festivals estivaux, la formation entame une tournée au Royaume-Uni, qui commence le 9 septembre 2004 à la Scala de Londres et qui s'achève le 23 octobre 2004 à York, en passant par Leeds, Édimbourg ou encore l'Astoria,. Le groupe joue ensuite dans quelques grandes villes d'Europe, telles que Bruxelles, Amsterdam ou Berlin, avant de retourner au Japon début novembre pour une série de six concerts afin de promouvoir l'EP Processed Beats,,. Après un passage à New York le 19 novembre, au Bowery Ballroom, Kasabian enchaîne les concerts, avec notamment les Rencontres trans musicales de Rennes le 3 décembre et la soirée du 15 décembre à la Carling Brixton Academy pour le 24e anniversaire de Pizzorno.
Ils continuent de répondre aux différentes sollicitations médiatiques en 2005, allant jusqu'à se produire spécialement à Tokyo et à Chiba, au Japon, pour le week-end des 4 et 5 février. Ils traversent ensuite le Pacifique pour jouer dans les plus grandes villes américaines et canadiennes de la mi-février à la mi-mars, prenant notamment part au SXSW, avant de revenir au Royaume-Uni pour la réédition des singles Cutt Off et Club Foot le 17 avril et une série de concerts à la fin du mois. Ils repartent peu après en Amérique du Nord jusqu'à la mi-juin avec un passage au Coachella Festival le 1er mai. Cependant, le groupe se rend compte que la ferveur n'est pas la même que chez eux et que les salles sont bien moins remplies.
Le 4 juillet, le concert enregistré le 15 décembre 2004 à la Carling Brixton Academy est proposé en téléchargement sous le nom Live from Brixton Academy. Kasabian revisite ensuite la plupart des festivals estivaux auxquels ils avaient participé l'année précédente (Glastonbury Festival, T in the Park, Reading and Leeds Festivals et Summer Sonic Festival), et ajoutent l'Oxegen et Benicàssim à leur liste,. Le groupe accompagne Oasis à la rentrée pour une nouvelle tournée américaine, et joue le 17 octobre au Forum Grimaldi de Monte-Carlo, pour la soirée caritative Fashion Rocks, organisée en faveur de l'association The Prince's Trust.

## Thèmes et compositions
Ce premier album revendique les nombreuses influences que Kasabian a exploré au studio Bedrock et sur les bords de Rutland Water,. Celles-ci sont en grande majorité britanniques et proviennent des années 1980 et 1990. Toujours secondée par la guitare solo de Karloff, la basse d'Edwards sert de fil conducteur à cet album qui possède de nombreuses facettes musicales : rock 'n' roll, musique électronique, musique atmosphérique, beats de hip-hop, acid house et chant accrocheur,. Le mélange de ces différentes références génère un rock progressif, proche de celui des années 1960, composé de riffs au clavier, de refrains aguicheurs et de quelques sons electro, comme les Chemical Brothers ou Doves l'avaient fait en leur temps,,. Le groupe pousse d'ailleurs très loin la comparaison avec leur modèle Oasis et Definitely Maybe tant leur musique présente de « nombreux riffs irrésistibles et d'une grande arrogance », Meighan annonçant en interview que « c'est un disque fantastique ». Néanmoins, leur « son power pop ravageur » emprunte aussi le chemin du madchester des Stone Roses et des Happy Mondays,. Le disque est d'ailleurs considéré comme ce qui « pourrait — aurait dû — être » le second album de ces premiers.
L'album commence avec le single Club Foot, qui partage les deux ascendances puisqu'il ressemble à Breaking into Heaven, introduction de Second Coming, avec la voix de Shaun Ryder. Comme sur de nombreux morceaux de Primal Scream, celui-ci est à vocation scénique, fortement masculin et qui vante l'esprit hors-la-loi. Le rythme effréné de la guitare lui confère une sensation de mouvement féroce et inarrêtable tel un tsunami qui ravage tout sur son passage,. L'approche de Processed Beats est bien plus sombre : les paroles chantées par Meighan sur un rythme chaotique évoquent la mort et imitent les voix doublées des Stones Roses. Le côté malveillant que cela confère au titre rappelle le Beta Band et les musiques des films de Guy Ritchie,. Reason Is Treason pioche autant dans Primal Scream, que dans le rock indépendant, tandis qu'I.D. porte tellement l'empreinte vocale de Richard Ashcroft que le parallèle entre Kasabian et The Verve est facile à établir. Néanmoins, le battement sourd et cadencé du synthétiseur nous ramène directement aux premiers albums des Happy Mondays.
L.S.F. (Lost Souls Forever), qui semble faire écho à W.F.L. (Wrote For Luck) de ces derniers, marque un tournant sur l'album : la chanson est plus originale, moins empreinte des influences passées et démontre la créativité de Kasabian. C'est l'exemple-même du single rock qui appelle aux armes et déplace les foules, à la manière des Libertines,. Sur des notes électro et des claquements de main façon hip-hop, les déferlantes de la guitare de Pizzorno accompagnent les paroles hallucinogènes « grondées » par Meighan,. Test Transmission s'approche du répertoire des Chemical Brothers, avec des mélodies électroniques psychédéliques jouées au clavier, et prouve que le groupe peut s'orienter vers le space rock à l'avenir,. Le cinquième single et dixième morceau du disque, Cutt Off, se pose également en rival des Libertines avec des paroles orientées autour des expérimentations et de la drogue, alors que Butcher Blues serait le résultat de la rencontre entre Isaac Hayes et Ennio Morricone pour un film se déroulant dans les petites rues de Leicester ou le métro de Londres,. Entre-coupé des musiques instrumentales bucoliques Orange et Pinch Roller, l'album s'achève sur U Boat, aux intonations électroniques de Tangerine Dream et du Beta Band,.

## Fiche technique
Les informations proviennent du livret fourni avec l'édition 2004 du CD.

### Pistes de l'album
Toutes les paroles sont écrites par Sergio Pizzorno, toute la musique est composée par Sergio Pizzorno et Chris Karloff.
| 1.  | Club Foot                                                                     | 3:34  |
| 2.  | Processed Beats                                                               | 3:07  |
| 3.  | Reason Is Treason                                                             | 4:35  |
| 4.  | I.D.                                                                          | 4:47  |
| 5.  | Orange                                                                        | 0:46  |
| 6.  | L.S.F. (Lost Souls Forever)                                                   | 3:17  |
| 7.  | Running Battle                                                                | 4:15  |
| 8.  | Test Transmission                                                             | 3:55  |
| 9.  | Pinch Roller                                                                  | 1:13  |
| 10. | Cutt Off                                                                      | 4:38  |
| 11. | Butcher Blues                                                                 | 4:28  |
| 12. | Ovary Stripe                                                                  | 3:50  |
| 13. | U Boat (Reason Is Treason (version de Jacknife Lee) en chanson cachée à 7:04) | 10:50 |

| 1.  | Club Foot                                                                     | 3:35  |
| 2.  | Processed Beats                                                               | 3:07  |
| 3.  | Reason Is Treason                                                             | 4:35  |
| 4.  | I.D.                                                                          | 4:47  |
| 5.  | L.S.F. (Lost Souls Forever)                                                   | 3:17  |
| 6.  | Running Battle                                                                | 4:15  |
| 7.  | Test Transmission                                                             | 3:55  |
| 8.  | Cutt Off                                                                      | 4:37  |
| 9.  | Butcher Blues                                                                 | 4:28  |
| 10. | U Boat (Reason Is Treason (version de Jacknife Lee) en chanson cachée à 7:07) | 10:54 |

| 1.  | Club Foot                                                | 3:35  |
| 2.  | Processed Beats                                          | 3:08  |
| 3.  | Reason Is Treason                                        | 4:34  |
| 4.  | I.D.                                                     | 4:48  |
| 5.  | Orange                                                   | 0:46  |
| 6.  | L.S.F. (Lost Souls Forever)                              | 3:18  |
| 7.  | Running Battle                                           | 4:16  |
| 8.  | Test Transmission                                        | 3:56  |
| 9.  | Pinch Roller                                             | 1:14  |
| 10. | Cutt Off                                                 | 4:38  |
| 11. | Butcher Blues                                            | 4:29  |
| 12. | Ovary Stripe                                             | 3:50  |
| 13. | U Boat                                                   | 4:08  |
| 14. | Club Foot (Jagz Kooner Vocal Mix) (remix de Jagz Kooner) | 4:51  |
| 15. | Sand Clit                                                | 10:38 |

| 1.  | Club Foot                                                                     | 3:34  |
| 2.  | Processed Beats                                                               | 3:07  |
| 3.  | Reason Is Treason                                                             | 4:35  |
| 4.  | I.D.                                                                          | 4:47  |
| 5.  | Orange                                                                        | 0:46  |
| 6.  | L.S.F. (Lost Souls Forever)                                                   | 3:17  |
| 7.  | Running Battle                                                                | 4:15  |
| 8.  | Test Transmission                                                             | 3:55  |
| 9.  | Pinch Roller                                                                  | 1:14  |
| 10. | Cutt Off                                                                      | 4:38  |
| 11. | Butcher Blues                                                                 | 4:28  |
| 12. | Ovary Stripe                                                                  | 3:50  |
| 13. | U Boat (Reason Is Treason (version de Jacknife Lee) en chanson cachée à 7:05) | 10:50 |

### Interprètes
- Tom Meighan : chant
- Sergio Pizzorno : guitare rythmique, chœurs, synthétiseur
- Chris Karloff : guitare solo, synthétiseur, omnichord
- Chris Edwards : basse
- Ian Matthews : batterie sur Processed Beats et Butcher Blues
- Ryan Glover : batterie sur Reason Is Treason et Test Transmission
- Daniel Ralph Martin : batterie sur L.S.F. (Lost Souls Forever) et Cutt Off

### Équipe de production
- Jim Abbiss : production et mixage
- Barny : ingénieur du son
- Damian Taylor : programmation
- John Dent : matriçage
- Jill Furmanovsky : photographie
- Simon Corkin : design & illustration

### Ouvrage
- (en) Joe Shooman, Kasabian : Sound, Movement & Empire, Independent Music Press, 24 avril 2008, 176 p. (ISBN 190619100X et 978-1906191009).

1. ↑  Shooman 2008, p. 15.
2. ↑  Shooman 2008, p. 16-17.
3. ↑  Shooman 2008, p. 19.
4. ↑  Shooman 2008, p. 20-21.
5. ↑  Shooman 2008, p. 22-23.
6. 1 2  Shooman 2008, p. 28-29.
7. ↑  Shooman 2008, p. 32.
8. ↑  Shooman 2008, p. 33.
9. ↑  Shooman 2008, p. 39.
10. ↑  Shooman 2008, p. 42-43.
11. 1 2  Shooman 2008, p. 47.
12. ↑  Shooman 2008, p. 54-55.
13. ↑  Shooman 2008, p. 56-57.
14. ↑  Shooman 2008, p. 58-59.
15. ↑  Shooman 2008, p. 60.
16. ↑  Shooman 2008, p. 62-63.
17. ↑  Shooman 2008, p. 65.
18. ↑  Shooman 2008, p. 66-67.
19. ↑  Shooman 2008, p. 68-69.
20. ↑  Shooman 2008, p. 70-71.
21. ↑  Shooman 2008, p. 73.
22. ↑  Shooman 2008, p. 74-75.
23. ↑  Shooman 2008, p. 80-81.
24. ↑  Shooman 2008, p. 83.
25. 1 2  Shooman 2008, p. 84-85.
26. ↑  Shooman 2008, p. 91.
27. ↑  Shooman 2008, p. 92-94.
28. ↑  Shooman 2008, p. 95.
29. ↑  Shooman 2008, p. 96.
30. 1 2  Shooman 2008, p. 97.
31. ↑  Shooman 2008, p. 99.
32. ↑  Shooman 2008, p. 100-101.
33. 1 2  Shooman 2008, p. 113.
34. ↑  Shooman 2008, p. 102.
35. ↑  Shooman 2008, p. 103.
36. ↑  Shooman 2008, p. 106-108.
37. ↑  Shooman 2008, p. 111-112.
38. ↑  Shooman 2008, p. 121.
39. 1 2 3  Shooman 2008, p. 116-117.
40. 1 2 3  Shooman 2008, p. 114-115.
41. 1 2  Shooman 2008, p. 122-123.
42. ↑  Shooman 2008, p. 131.
43. ↑  Shooman 2008, p. 124-125.
44. ↑  Shooman 2008, p. 126-127.
45. ↑  Shooman 2008, p. 128-129.
46. ↑  Shooman 2008, p. 52-53.

Autres ouvrages
1. 1 2  (ja) Album Chart-Book Complete Edition 1970~2005, Orikonmāketingupuromōshon, 2006, 891 p. (ISBN 4871310779).
2. ↑  (en) Kasabian, Kasabian, 2004, Livret album, RCA Records, 82876-64317-2.

### Articles de presse
1. 1 2  (en) « Kasabian Review », Entertainment Weekly,‎ 11 mars 2005, p. 104.
2. 1 2  (en) « Kasabian Review », Q,‎ septembre 2004, p. 111.
3. 1 2  (en) « Kasabian Review », Mojo,‎ octobre 2004, p. 71.

### Autres sources
1. ↑  (en) « Kasabian Setlist at Patti Pavilion, Swansea, Wales », sur setlist.fm (consulté le 13 juin 2013).
2. ↑  (en) « Processed Beats (Demo) », sur kasabian.co.uk (consulté le 31 mars 2012).
3. ↑  (en) « Kasabian Setlist at Shepherd's Bush Empire, London, England », sur setlist.fm (consulté le 13 juin 2013).
4. ↑  (en) « Kasabian Setlist at Cargo, London, England », sur setlist.fm (consulté le 15 juin 2013).
5. ↑  (en) « Reason Is Treason », sur kasabian.co.uk (consulté le 31 mars 2012).
6. ↑  (en) « Club Foot », sur kasabian.co.uk (consulté le 31 mars 2012).
7. 1 2 3  (en) « KASABIAN », sur officialcharts.com (consulté le 21 juin 2013).
8. 1 2  (en) « Kasabian at Festivals », sur virtualfestivals.com (consulté le 9 avril 2012).
9. ↑  (en) « L.S.F (Lost Souls Forever) », sur kasabian.co.uk (consulté le 20 juin 2013).
10. ↑  (en) « Kasabian », sur kasabian.co.uk (consulté le 31 mars 2012).
11. 1 2  (en) « Kasabian – Kasabian Album Biography », sur sergepizzorno.wordpress.com (consulté le 16 décembre 2014).
12. 1 2  (en) « Kasabian - Kasabian », Metacritic (consulté le 22 octobre 2012).
13. 1 2 3 4 5  (en) Betty Clarke, « Kasabian Review », The Guardian (consulté le 22 octobre 2012).
14. 1 2 3 4 5 6  (en) Paul Moody, « Agricultural aggro rockers pitch up with a killer crop of tunes », NME (consulté le 11 avril 2011).
15. 1 2 3 4 5 6 7 8  (en) John Davidson, « Remembrance of Things Past », PopMatters (consulté le 27 avril 2014).
16. 1 2 3 4 5 6 7  (en) David Jeffries, « Kasabian », AllMusic (consulté le 11 avril 2011).
17. 1 2 3 4 5  (en) Marc Savlov, « Kasabian Review », The Austin Chronicle (consulté le 22 octobre 2012).
18. 1 2  (en) Tom Edwards, « Kasabian Review », Drowned in Sound (consulté le 22 octobre 2012).
19. 1 2 3 4 5 6 7  (en) Johnny Loftus, « Kasabian Review », Pitchfork (consulté le 22 octobre 2012).
20. ↑  (en) « 2004 Q Music Awards », sur metrolyrics.com (consulté le 20 mars 2012).
21. 1 2 3 4  (en) « Certified Awards - BPI », sur bpi.co.uk (consulté le 19 février 2013).
22. 1 2  (en) Kasabian - Chart history – Billboard. Billboard 200. Prometheus Global Media.
23. 1 2  Lescharts.com – Kasabian – Kasabian. SNEP. Hung Medien.
24. ↑  (en) « Brit Awards 2005 », sur brits.co.uk (consulté le 20 mars 2012).
25. ↑  (en) « SHOCKWAVES NME AWARDS – THE WINNERS », sur nme.com (consulté le 21 juin 2013).
26. ↑  (en) GfK Chart-Track. Irish Albums Chart. Irish Recorded Music Association.
27. ↑  (en) Italiancharts.com – Kasabian – Kasabian. FIMI. Hung Medien.
28. ↑  (nl) Dutchcharts.nl – Kasabian – Kasabian. Mega Album Top 100. Hung Medien.
29. ↑  (en) Official Albums Chart Top 100. UK Albums Chart. The Official Charts Company.
30. ↑  (en) « Kasabian Setlist at Scala, London, England », sur setlist.fm (consulté le 21 juin 2013).
31. ↑  (en) « Kasabian Setlist at Fibbers, York, England », sur setlist.fm (consulté le 21 juin 2013).
32. ↑  (en) « Kasabian Setlist at The Blank Canvas, Leeds, England », sur setlist.fm (consulté le 21 juin 2013).
33. ↑  (en) « Kasabian Setlist at Liquid Room, Edinburgh, Scotland », sur setlist.fm (consulté le 21 juin 2013).
34. ↑  (en) « Kasabian Setlist at Astoria Theatre, London, England », sur setlist.fm (consulté le 21 juin 2013).
35. ↑  (en) « Kasabian Setlist at L’Orangerie du Botanique, Brussels, Belgium », sur setlist.fm (consulté le 21 juin 2013).
36. ↑  (en) « Kasabian Setlist at Paradiso, Amsterdam, Netherlands », sur setlist.fm (consulté le 21 juin 2013).
37. ↑  (en) « Kasabian Setlist at Atomic Café, Munich, Germany », sur setlist.fm (consulté le 21 juin 2013).
38. ↑  (en) « Kasabian Setlist at Shibuya-AX, Shibuya, Japan », sur setlist.fm (consulté le 21 juin 2013).
39. ↑  (en) « Kasabian Setlist at Nagoya Club Quattro, Nagoya, Japan », sur setlist.fm (consulté le 21 juin 2013).
40. ↑  (en) « Kasabian Setlist at Transmusicales, Rennes, France », sur setlist.fm (consulté le 21 juin 2013).
41. ↑  (en) « SxSw 2005 line-up boasts hundreds of great bands! », sur drownedinsound.com (consulté le 22 juin 2013).
42. ↑  (en) « Coachella 2005 », sur songkick.com (consulté le 22 juin 2013).
43. ↑  (en) « Live from Brixton Academy », sur kasabian.co.uk (consulté le 6 avril 2012).
44. ↑  (fr) « Kasabian », sur lesinrocks.com (consulté le 22 février 2013).
45. ↑  (en) « Kasabian - Kasabian (CD, Album) at Discogs », sur discogs.com, Discogs (consulté le 15 décembre 2014).
46. ↑  (en) « Kasabian - Kasabian (CD, Album) at Discogs », sur discogs.com, Discogs (consulté le 15 décembre 2014).
47. ↑  (en) « Kasabian - Kasabian (CD, Album) at Discogs », sur discogs.com, Discogs (consulté le 15 décembre 2014).
48. ↑  (en) « Kasabian - Kasabian (CD, Album) at Discogs », sur discogs.com, Discogs (consulté le 15 décembre 2014).